# سلام تایلندی

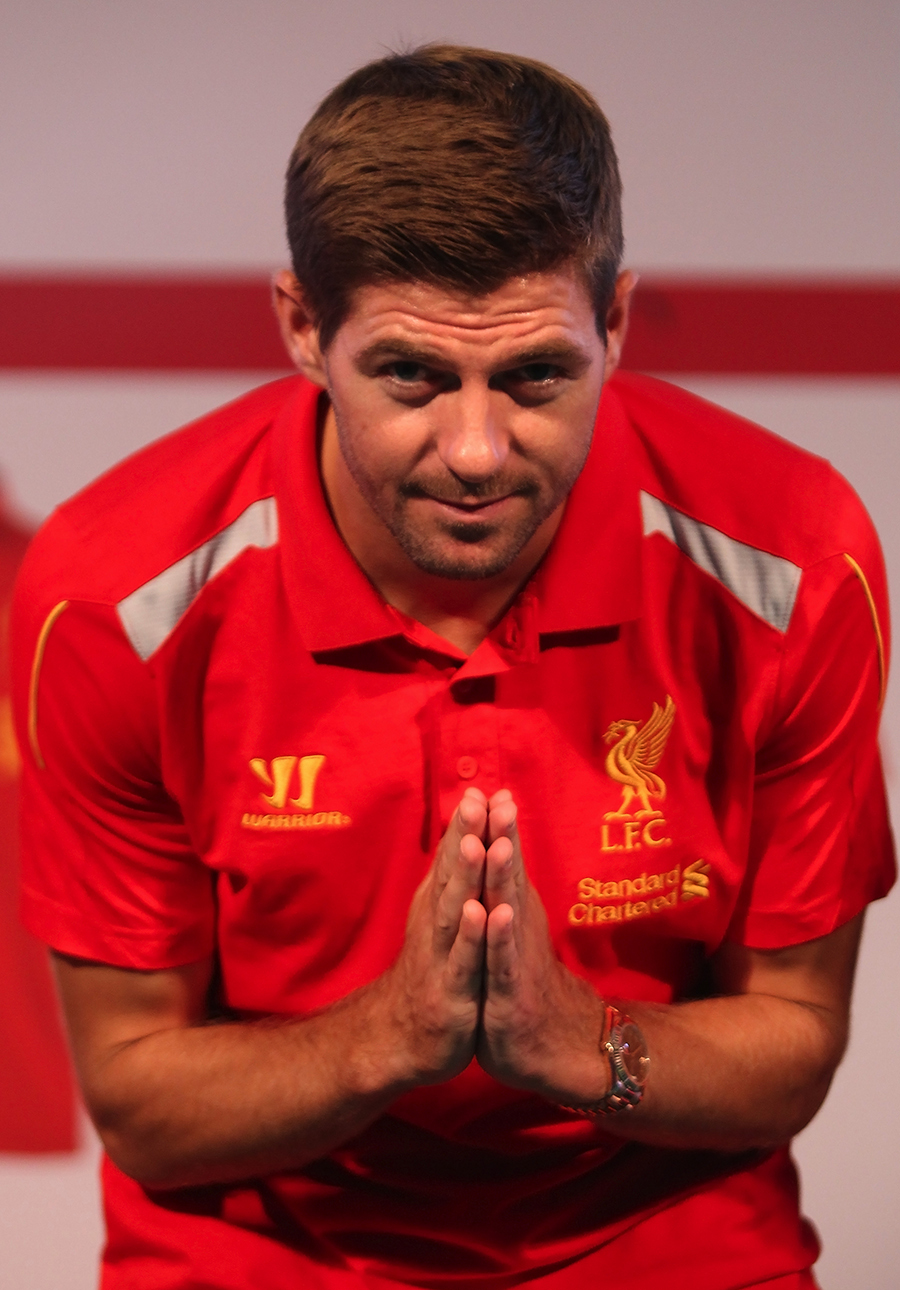
استیون جرارد وای را اجرا می‌کند

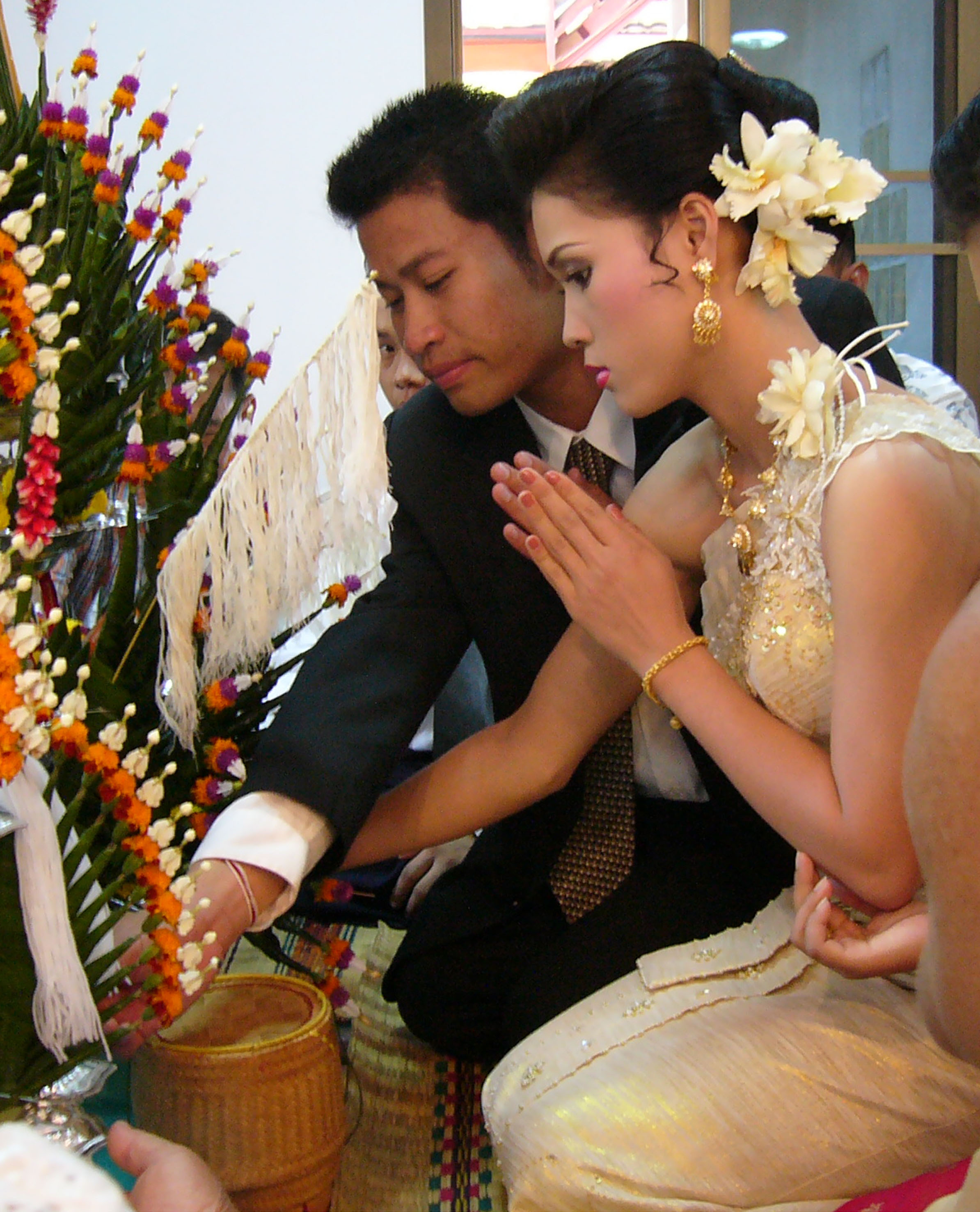
وای عروس تایلندی

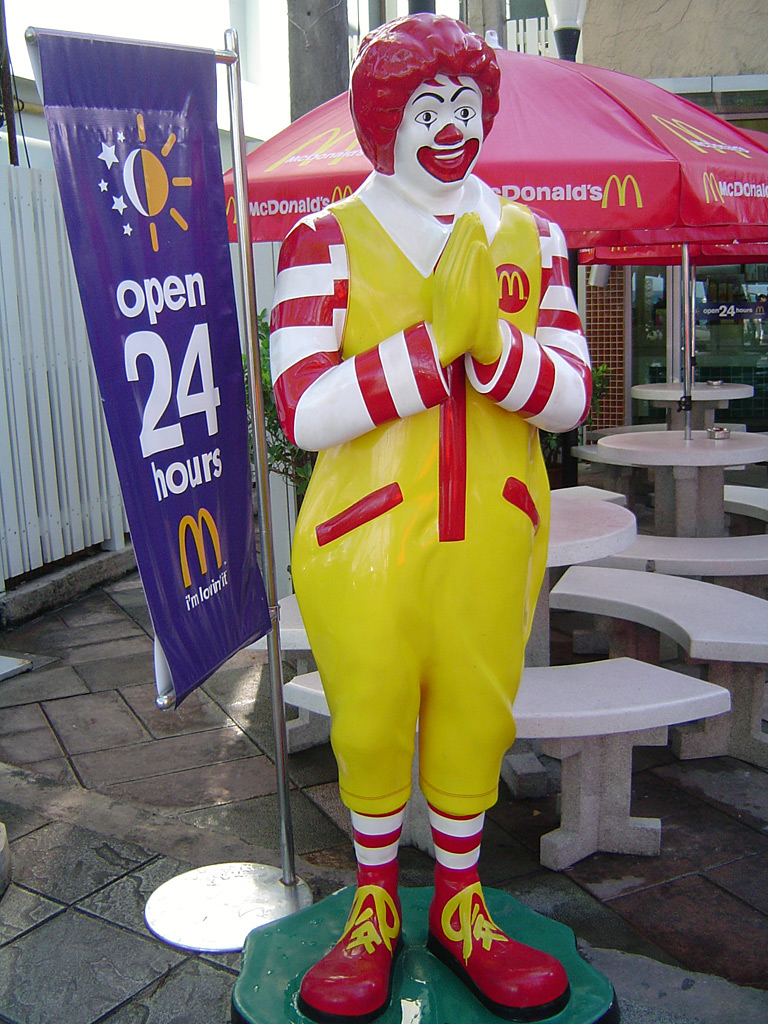
وای از سوی نمادهای فرهنگی غربی رایج در تایلند از جمله رستورانهای مک دونالد پذیرفته شده‌است.

سلام تایلندی (تبریک تایلندی یا احوالپرسی تایلندی) به عنوان "وای" wai (تایلندی: ไหว้، تلفظ wâ:j) شناخته می‌شود شیوه مخصوص احوالپرسی و ادای احترام مردم کشور تایلند است. وای شامل به هم زدن کف دستها (شبیه دعا کردن) و خم شدن است. منشأ این احوالپرسی به هند بر می‌گردد و شبیهناماسته و برمسه مینگالار پار است. هرچه دستها بالاتر نگه داشته شود به معنای احترام بیشتر است. تایلندی‌ها در ورود به خانه وای را انجام می‌دهند. پس از ملاقات و به هنگام خداحافظی هم اجازه ترخیص می‌گیرند که دوباره در قالب وای تکرار می‌شود. وای نیز به عنوان روشی برای ابراز قدردانی یا عذرخواهی متداول است.
عبارتی که اغلب با وای به عنوان یک تبریک یا خداحافظی گفته می‌شود، ساوات دی (สวัสดี، تلفظ sà.wàt.di:) نامیده می‌شود. این کلمه برگرفته از سانسکریت svasti (به معنای "رفاه") است.
احوالپرسی تایلندی (وای) تا به امروز بخش بسیار مهمی از رفتارهای اجتماعی در بین تای‌ها باقی مانده‌است، که نسبت به شیوه حضور خود در جامعه بسیار حساس هستند. گردشگران خارجی و سایر بازدید کنندگان که عادت به پیچیدگی زبان و فرهنگ تایلندی ندارند، نباید کسی را از آنها جوان تر است سلام کنند، مگر در ازای گرفتن وای خود. تایلندی‌ها انتظار دارند پاسخ احترام آنها نیز با وای داده شود.
اگر کسی هنگام حمل کالا «وای» را دریافت کند، یا به هر دلیلی که بازگشت آن را دشوار می‌کند، باید باز هم احترام خود را با تلاش جسمی برای بازگشت به بهترین شکل ممکن در هر شرایطی نشان دهد.